# جمهورية الشرق الأقصى
جمهورية الشرق الأقصى (بالروسية: Дальневосточная Республика) ويطلق عليها أحيانًا اسم جمهورية شيتا (بالإنجليزية: Chita Republic)‏ ، هي دولة روسية أسست سنة 1920، وتم ضم الشرق الأقصى إلى الأراضي الروسية السوفيتية سنة 1922.